# Almsick (Stadtlohn)

Die Bauerschaft Almsick nordöstlich von Stadtlohn im 19. Jahrhundert

Almsick ist eine alte westfälische Bauerschaft und ein Stadtteil von Stadtlohn im Kreis Borken in Nordrhein-Westfalen. Bis 1964 war Almsick eine Gemeinde im ehemaligen Kreis Ahaus.

## Geografie
Almsick liegt nordöstlich der Stadtlohner Kernstadt und ist weitgehend landwirtschaftlich geprägt. Die ehemalige Gemeinde Almsick besaß eine Fläche von 20,3 km².

## Geschichte
Die Bauerschaft Almsick gehörte nach der Napoleonischen Zeit zunächst zur Bürgermeisterei Stadtlohn im 1816 gegründeten Kreis Ahaus. Mit der Einführung der Westfälischen Landgemeindeordnung wurde 1843 aus der Landbürgermeisterei Stadtlohn das Amt Stadtlohn, zu dem die fünf Gemeinden Almsick, Estern-Büren, Hengeler-Wendfeld, Hundewick und Wessendorf gehörten.
Die Bedienung des Haltepunktes an der Bahnstrecke Borken–Burgsteinfurt endete 1962 und am 1. August 1964 wurde Almsick mit Estern-Büren, Hengeler-Wendfeld, Hundewick und Wessendorf zur Gemeinde Kirchspiel Stadtlohn zusammengeschlossen, die wiederum 1969 durch das Gesetz zur Neugliederung von Gemeinden des Landkreises Ahaus in die Stadt Stadtlohn eingemeindet wurde.

## Einwohnerentwicklung
| Jahr | Einwohner | Quelle |
| ---- | --------- | ------ |
| 1858 | 585       | [ 5 ]  |
| 1885 | 507       | [ 6 ]  |
| 1910 | 527       | [ 7 ]  |
| 1939 | 511       | [ 8 ]  |
| 1950 | 642       | [ 1 ]  |
| 1964 | 555       | [ 1 ]  |

## Gegenwart
Ein Träger des lokalen Brauchtums ist der Schützenverein St. Hubertus Almsick.